# 衡水駅
衡水駅（こうすいえき）は中華人民共和国河北省衡水市桃城区站前東路に位置する中国国鉄北京鉄路局が管轄する駅である。

## 利用可能な路線
- 中国国鉄
  - 京九線
  - 石徳線

## 駅構造
- 単式ホーム1面、島式ホーム2面の地上駅である。

## 利用状況
各種別を含め毎日90本余りの列車が発着する。

## 歴史
- 1940年 - 石徳線の開通に伴い開業した。
- 1996年 - 京九線の開通に伴い旧駅の西側1kmの場所に新しく駅を設けて移転した。

## 隣の駅
中国国鉄
京九線
衡水西駅 - 衡水駅 - 大葛村駅
石徳線
貢家台駅 - 衡水駅 - 清涼店駅